# 야하라 히로미치

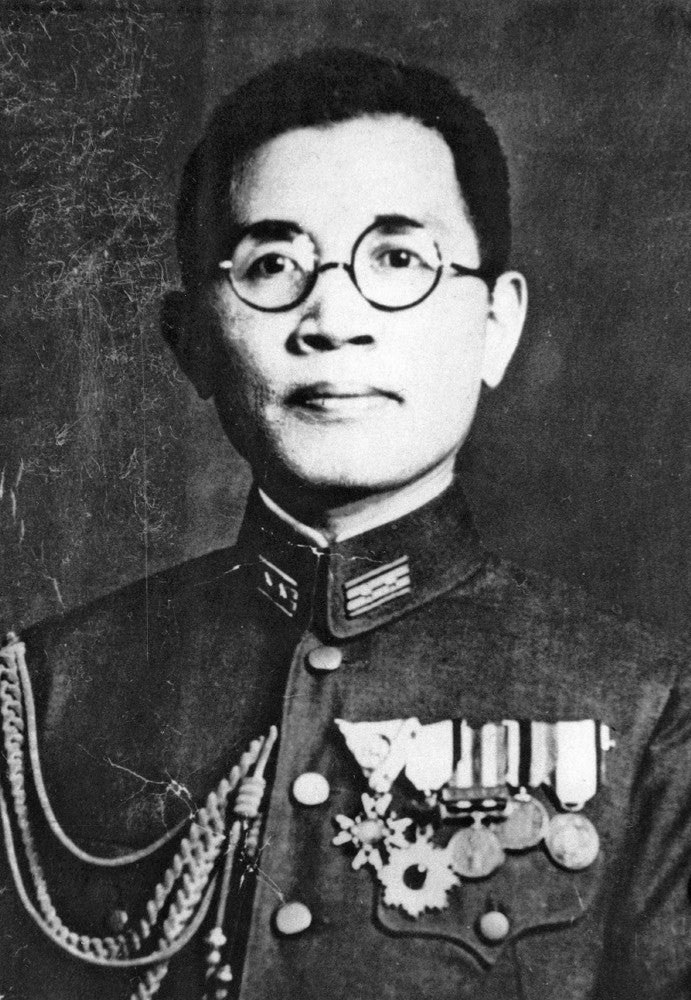
야하라 히로미치 대령

야하라 히로미치(일본어: 八原 博通, 1902년 10월 2일 ~ 1981년 5월 7일)는 일본의 육군 군인으로, 오키나와 전투 당시에 일본군의 고급 참모로 활약했다.
1902년 돗토리현의 요나고시에서 태어나 최연소로 일본 육군대학에 입학하였다. 1933년부터 1935년까지는 미국에 주재한 경험이 있어서, 대전국인 미국을 잘 이해하고 있었다.
태평양 전쟁 개전 시에는 일본 육군 제15군 참모로서 버마 (지금의 미얀마) 공략 작전을 담당했으며, 그 뒤에는 일본 육군 대학 교관을 거쳐 1944년 3월, 오키나와의 방위를 담당하는 일본 육군 제32군의 고급 참모가 되었다.
오키나와 전투에선 사령관 우시지마 미쓰루를 보좌하고, 일본의 입장을 유리하게 할 생각으로 지구 전술을 제안하였다. 하지만 그의 전략은 표면적 무용을 중시하는 당시의 일본군에 뭉개졌고, 대본영에서의 공격 재촉과 조 이사무 참모장의 정적 사고 때문에 약 1주간의 무모한 야간 돌격으로 변환되었다. 야하라의 생각대로 일본군은 큰 손해를 입고 마부니 고지까지 퇴각했고, 1945년 6월 23일 항복함으로써 전투가 종결되었다. 야와라는 지휘관 우시지마 미쓰루와 조 이사무의 할복 자살을 지켜본 뒤에 탈출을 시도했지만 포로가 되었으며, 이후 1981년 사망하였다.

## 같이 보기
- 오키나와 전투
- 우시지마 미쓰루